# Hypseocharis moschata
Hypseocharis moschata är en näveväxtart som beskrevs av Paul Erich Otto Wilhelm Knuth. Hypseocharis moschata ingår i släktet Hypseocharis och familjen näveväxter. Inga underarter finns listade i Catalogue of Life.